# Dodow wrych
Dodow wrych (bułg. Додов връх) – szczyt pasma górskiego Riła, w Bułgarii, o wysokości 2661 m n.p.m.